# Snooker Shoot-Out 2014
Das 888casino.com Snooker Shoot-Out 2014 war ein Snooker-Einladungsturnier der Main Tour der Saison 2013/14, das vom 24. bis 26. Januar 2014 in der Circus Arena in Blackpool in England ausgetragen wurde. Titelverteidiger war der Engländer Martin Gould, der in der ersten Runde gegen Zhang Anda ausschied. Turniersieger wurde der Waliser Dominic Dale, der das Finale gegen den Engländer Stuart Bingham mit 77:19 gewann.

## Preisgeld
|                 | Preisgeld |
| --------------- | --------- |
| Sieger          | 32.000 £  |
| Finalist        | 16.000 £  |
| Halbfinalist    | 8.000 £   |
| Viertelfinalist | 4.000 £   |
| Achtelfinalist  | 2.000 £   |
| Letzten 32      | 1.000 £   |
| Letzten 64      | 500 £     |
| Höchstes Break  | 2.000 £   |
| Insgesamt       | 130.000 £ |

## Spielplan
Die Partien der ersten Runde wurden am 8. Dezember 2013 ausgelost. Anders als bei den meisten Snookerturnieren wird beim Snooker Shoot-Out 2014 jede Runde neu ausgelost.

### 1. Runde
Die Spiele der 1. Runde fanden am 24. und 25. Januar statt.
| Spiel | Spieler 1        | Ergebnis | Spieler 2       |  | Spiel | Spieler 1        | Ergebnis | Spieler 2          |
| ----- | ---------------- | -------- | --------------- |  | ----- | ---------------- | -------- | ------------------ |
| 1     | Zhang Anda       | 40:14    | Martin Gould    |  | 17    | Mark Williams    | 1:74     | Mark Allen         |
| 2     | Cao Yupeng       | 65:1     | Mark Selby      |  | 18    | Rory McLeod      | 36:35    | Peter Ebdon        |
| 3     | Anthony Hamilton | 31:52    | Ali Carter      |  | 19    | Stuart Bingham   | 89:42    | Joe Perry          |
| 4     | Barry Hawkins    | 56:24    | Rod Lawler      |  | 20    | Jamie Burnett    | 78:41    | Dechawat Poomjaeng |
| 5     | Luca Brecel      | 50:67    | Ben Woollaston  |  | 21    | Kurt Maflin      | 52:49    | Marcus Campbell    |
| 6     | Mark King        | 82:0     | Mark Joyce      |  | 22    | Adam Duffy       | 39:97    | Matthew Stevens    |
| 7     | Nigel Bond       | 62:47    | Jamie Jones     |  | 23    | Gerard Greene    | 19:64    | Xiao Guodong       |
| 8     | Fergal O’Brien   | 1:82     | Dominic Dale    |  | 24    | Peter Lines      | 0:77     | Michael Holt       |
| 9     | Liam Highfield   | 72:15    | Stephen Maguire |  | 25    | Ian Burns        | 0:88     | Thepchaiya Un-Nooh |
| 10    | Alfie Burden     | 103:4    | Paul Davison    |  | 26    | Ricky Walden     | 13:62    | Mark Davis         |
| 11    | Dave Harold      | 52:53    | Jamie Cope      |  | 27    | Robert Milkins   | 34:65    | Shaun Murphy       |
| 12    | Robbie Williams  | 54:29    | Jack Lisowski   |  | 28    | Graeme Dott      | 29:22    | Aditya Mehta       |
| 13    | Mike Dunn        | 29:34    | Tom Ford        |  | 29    | Matthew Selt     | 43:29    | John Higgins       |
| 14    | David Gilbert    | 41:40    | Anthony McGill  |  | 30    | Ken Doherty      | 53:79    | Alan McManus       |
| 15    | Michael White    | 93:1     | Barry Pinches   |  | 31    | Andrew Higginson | 46:8     | Tian Pengfei       |
| 16    | Jimmy White      | 32:51    | Jimmy Robertson |  | 32    | Steve Davis      | 33:84    | Ryan Day           |

### 2. Runde
Die Spiele der 2. Runde fanden am 25. Januar statt.
| Spiel | Spieler 1          | Ergebnis | Spieler 2     |  | Spiel | Spieler 1        | Ergebnis | Spieler 2       |
| ----- | ------------------ | -------- | ------------- |  | ----- | ---------------- | -------- | --------------- |
| 1     | Jamie Burnett      | 85:0     | Shaun Murphy  |  | 9     | Andrew Higginson | 87:18    | Liam Highfield  |
| 2     | Ryan Day           | 56:53    | Michael White |  | 10    | Dominic Dale     | 69:7     | Barry Hawkins   |
| 3     | Alan McManus       | 41:30    | Xiao Guodong  |  | 11    | Graeme Dott      | 72:0     | Tom Ford        |
| 4     | Ali Carter         | 62:8     | Jamie Cope    |  | 12    | Mark Allen       | 86:0     | Robbie Williams |
| 5     | Matthew Stevens    | 53:20    | Nigel Bond    |  | 13    | Kurt Maflin      | 82:20    | Cao Yupeng      |
| 6     | Thepchaiya Un-Nooh | 76:48    | Michael Holt  |  | 14    | Mark Davis       | 72:43    | David Gilbert   |
| 7     | Stuart Bingham     | 89:0     | Zhang Anda    |  | 15    | Mark King        | 47:22    | Jimmy Robertson |
| 8     | Matthew Selt       | 85:9     | Rory McLeod   |  | 16    | Alfie Burden     | 62:5     | Ben Woollaston  |

### Achtelfinale
Die Achtelfinals fanden am 26. Januar statt.
| Spiel | Spieler 1    | Ergebnis | Spieler 2          |  | Spiel | Spieler 1        | Ergebnis | Spieler 2    |
| ----- | ------------ | -------- | ------------------ |  | ----- | ---------------- | -------- | ------------ |
| 1     | Kurt Maflin  | 59:10    | Jamie Burnett      |  | 5     | Matthew Stevens  | 54:48    | Alan McManus |
| 2     | Mark Davis   | 109:0    | Thepchaiya Un-Nooh |  | 6     | Andrew Higginson | 40:22    | Alfie Burden |
| 3     | Dominic Dale | 51:45    | Mark Allen         |  | 7     | Ryan Day         | 59:1     | Mark King    |
| 4     | Graeme Dott  | 61:1     | Ali Carter         |  | 8     | Stuart Bingham   | 82:6     | Matthew Selt |

### Viertelfinale
Die Viertelfinals fanden am 26. Januar statt. In seiner Partie gegen Kurt Maflin erzielte der Waliser Ryan Day mit einer 101 das höchste Break des Turniers.
| Spiel | Spieler 1      | Ergebnis | Spieler 2        |  | Spiel | Spieler 1   | Ergebnis | Spieler 2   |
| ----- | -------------- | -------- | ---------------- |  | ----- | ----------- | -------- | ----------- |
| 1     | Stuart Bingham | 34:33    | Matthew Stevens  |  | 3     | Ryan Day    | 105:7    | Kurt Maflin |
| 2     | Dominic Dale   | 81:1     | Andrew Higginson |  | 6     | Graeme Dott | 57:7     | Mark Davis  |

### Halbfinale
Die Halbfinals fanden am 26. Januar statt.
| Spiel | Spieler 1      | Ergebnis | Spieler 2   |
| ----- | -------------- | -------- | ----------- |
| 1     | Dominic Dale   | 64:6     | Ryan Day    |
| 2     | Stuart Bingham | 62:0     | Graeme Dott |

### Finale
Das Finale fand am 26. Januar statt.
| Finale: Schiedsrichter/in: Michaela Tabb Circus Arena, Blackpool, England, 26. Januar 2014 |                |                |
| Dominic Dale                                                                               | 77:19          | Stuart Bingham |
| 77:19 (61)                                                                                 |                |                |
| 61                                                                                         | Höchstes Break | 15             |
| –                                                                                          | Century-Breaks | –              |
| 1                                                                                          | 50+-Breaks     | –              |

## Century breaks
- Ryan Day | 101